# Wahlen zum Repräsentantenhaus der Vereinigten Staaten 2000
Die Wahlen zum Repräsentantenhaus der Vereinigten Staaten fanden am 7. November 2000 gleichzeitig mit der Präsidentschaftswahl statt, die George W. Bush gewann. Gleichzeitig fanden die Wahlen zum Senat statt, bei denen ein Drittel der Senatoren gewählt wurde. Im Ergebnis gab es kaum Änderungen in der Sitzverteilung im Repräsentantenhaus. Die Republikaner verloren zwei Sitze, konnten jedoch ihre Sitz-Mehrheit behaupten.
Zwei unabhängige Kandidaten, die weder der Demokratischen Partei noch der Republikanischen Partei angehörten, wurden gewählt: Bernie Sanders in Vermont (wiedergewählt, seit 1990 Vertreter für Vermont) und Virgil Goode in Virginia (wiedergewählt, vorher Demokratische Partei, seit Januar 2000 „unabhängig“, ab August 2002 Republikanische Partei).

## Die Wahlergebnisse
| Parteien                                          | Parteien           | Sitze | Sitze | Sitze | Sitze   | Stimmen    | Stimmen | Stimmen  |
| ------------------------------------------------- | ------------------ | ----- | ----- | ----- | ------- | ---------- | ------- | -------- |
| Parteien                                          | Parteien           | 1998  | 2000  | +/−   | Stärke  | Stimmen    | %       | Änderung |
|                                                   | Republikaner       | 223   | 221   | −2    | 50,8 %  | 46.750.175 | 47,3 %  | −0,7 %   |
|                                                   | Demokraten         | 211   | 212   | +1    | 48,7 %  | 46,411,559 | 47,0 %  | −0,1 %   |
|                                                   | Unabhängige        | 1     | 2     | +1    | 0,5 %   | 683.098    | 0,7 %   | +0,1 %   |
|                                                   | Libertarian Party  | –     | –     | –     | –       | 1.610.292  | 1,6 %   | +0,3 %   |
|                                                   | Natural Law Party  | –     | –     | –     | –       | 443.896    | 0,4 %   | +0,1 %   |
|                                                   | Green Party        | –     | –     | –     | –       | 279.158    | 0,3 %   | +0,2 %   |
|                                                   | Independence Party | –     | –     | –     | –       | 194.474    | 0,2 %   | +0,1 %   |
|                                                   | Reform Party       | –     | –     | –     | –       | 176.709    | 0,2 %   | −0,2 %   |
|                                                   | Constitution Party | –     | –     | –     | –       | 122.936    | 0,1 %   | k. A.    |
|                                                   | Andere Parteien    | –     | –     | –     | –       | 2.127.666  | 2,2 %   | +0,2 %   |
| Gesamt                                            | Gesamt             | 435   | 435   | 0     | 100,0 % | 98.799.963 | 100,0 % | –        |
| Quelle: Election Statistics - Office of the Clerk |                    |       |       |       |         |            |         |          |